# 西班牙交响曲
《西班牙交响曲》（法語：Symphonie espagnole），作品21，是爱德华·拉罗一首为小提琴与乐队而作的协奏曲，作於1874年。本作名為「交響曲」，但實際內容與傳統交響曲頗有出入。
西班牙交响曲是拉罗的两首最经常被演出的作品之一，另一首是他的大提琴协奏曲。他的另两首作品，小提琴F调协奏曲和G小调交响曲，写于13年后，却很少被演出或录制。

## 背景
作品写于1874年，是为小提琴家帕布罗·德·萨拉萨蒂而作，于1875年2月巴黎首演。虽然称为《西班牙交响曲》，今天的音乐家更乐于称其为小提琴协奏曲。整部作品贯穿了西班牙式的主题，而且发表于西班牙风格流行之时（乔治·比才的歌剧《卡门》正是在这部交响曲后一个月首映）。

## 分析
1. 不太過份的快板
2. 詼諧曲: 很快的快板
3. 間奏曲: 不太快的快板
4. 慢板
5. 迴旋曲

一開始簡短的管弦樂導奏帶出整曲的氣氛，繼之以小提琴獨奏和帶有西班牙風的間奏曲和抒情緩慢的樂章，這個慢樂章借着樂句中西班牙式的裝飾音增加強度。最後是明亮華麗迴旋曲，有很大的空間展現演奏技巧。

## 影响
《西班牙交响曲》对柴可夫斯基的D大调小提琴协奏曲的创作有一些影响。1878年3月，柴可夫斯基正在梅克夫人位于瑞士克拉朗的庄园调养，试图从他糟糕婚姻的破灭和随后的自杀企图中振作起来。他最喜欢的学生（也可能是他的情人），小提琴家伊歐西夫·寇特克紧接着从柏林过来，带来了大量的小提琴方面的新作品，其中包括《西班牙交响曲》。他与柴可夫斯基共同演奏，得到了很大的精神满足。这使柴可夫斯基产生了立即写一首小提琴协奏曲的冲动，他把手边的钢琴奏鸣曲放在一边，3月17日开始动手小提琴协奏曲。在寇塔克的帮助下，4月11日完成了D大调作品。

## 外部連結
- 拉罗《西班牙交响曲》：国际乐谱典藏计划上的乐谱